# Amt Marktschorgast

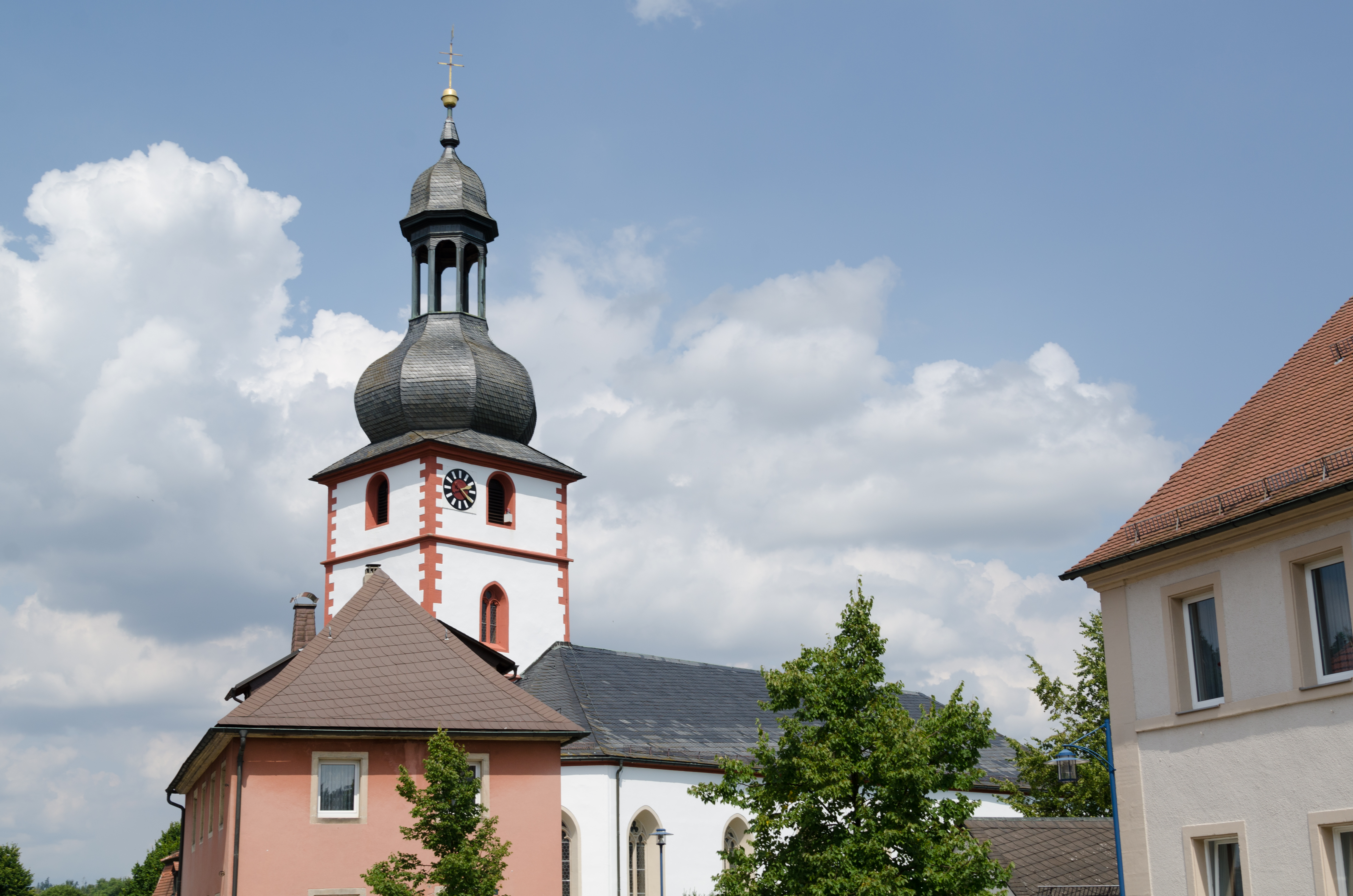
Das Pfarrdorf Marktschorgast, der ehemalige Verwaltungssitz des Amtes Marktschorgast

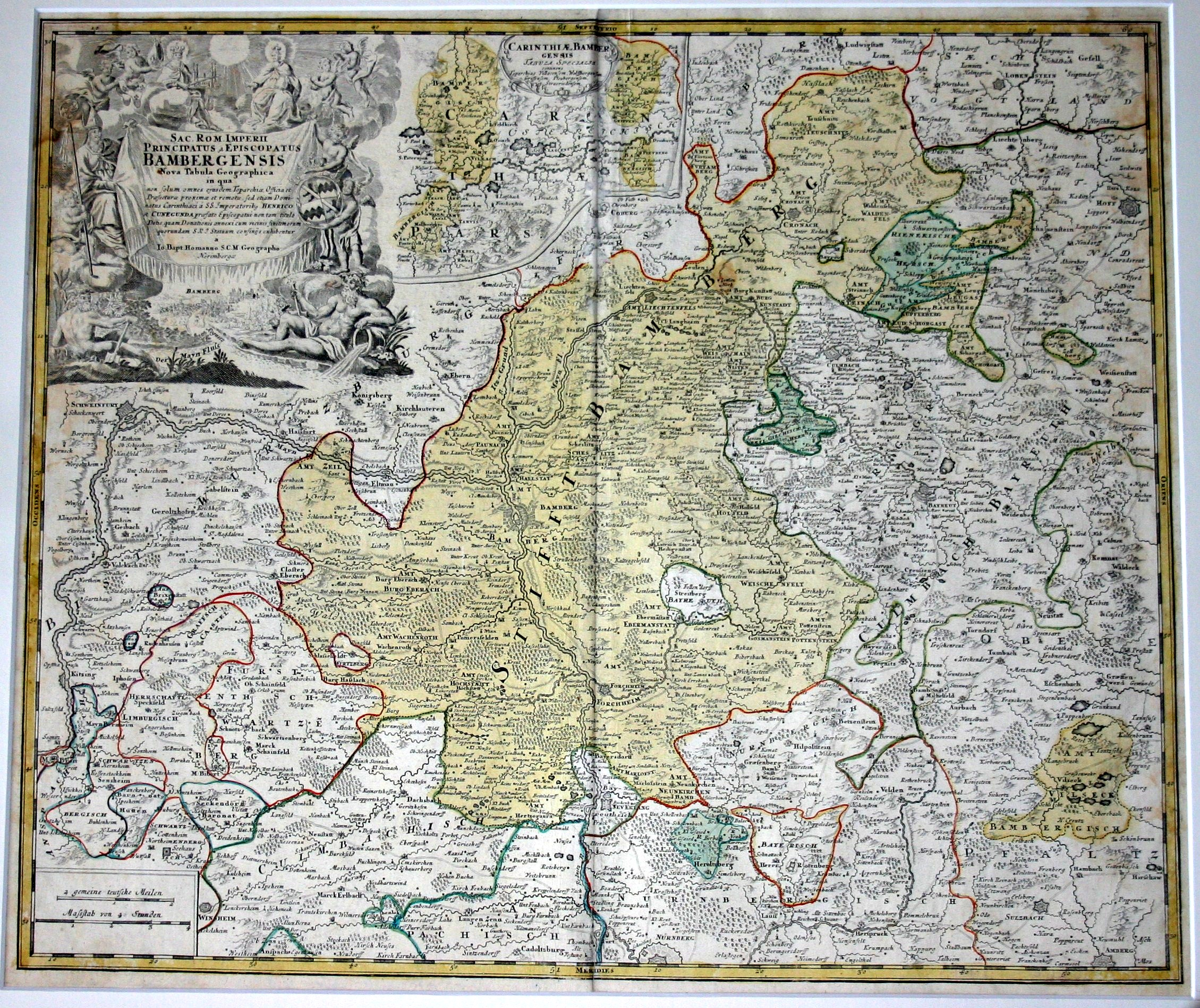
Das Territorium des Hochstiftes Bamberg

Das Amt Marktschorgast war ein Verwaltungsgebiet des Hochstiftes Bamberg, eines reichsunmittelbaren Territoriums im Heiligen Römischen Reich. Das dem Fränkischen Reichskreis zugeordnete Hochstift Bamberg war ein geistliches Fürstentum, das bis zum Beginn des 19. Jahrhunderts existierte.

## Geografie
Das im Nordosten des Bamberger Herrschaftsgebietes gelegene Amt war eines der kleineren hochstiftischen Ämter und auch eines der abgelegensten von Bamberg. Sein um Marktschorgast gelegenes Territorium  dehnte sich in langgestreckter Form in den südwestlichen Teil des Frankenwaldes aus und ist auch heute noch waldreich und sehr dünn besiedelt. Eine der wenigen größeren Ortschaften ist das Dorf (Wasser-)Knoden, das eine slawische Ortsgründung war und um das Jahr 1071 aus einer Schweinfurter Stiftung in den Besitz des Bamberger Domkapitels gelangte. Eine weitere ist das Waldhufendorf Gundlitz, dessen von Gundoltes abgeleitetes Bestimmungswort auf eine deutsche Siedlung hinweist, die vermutlich im 11. oder 12. Jahrhundert gegründet wurde. Das Marktschorgaster Amt war nahezu vollständig vom brandenburg-bayreuthischen Oberland umschlossen. Dabei handelte es sich um die vier oberländischen Ämter Wirsberg im Westen, Berneck im Süden, Gefrees im Südosten und Stammbach im Nordosten. Lediglich im Nordwesten grenzte das Marktschorgaster Amt an das ebenfalls bambergische Amt Kupferberg sowie an einige reichsunmittelbare Adelsterritorien, die dem Kanton Gebirg des Fränkischen Ritterkreises angehörten.

## Geschichte
Die Gegend des späteren Amtes Marktschorgast war zu Beginn des 12. Jahrhunderts in den Besitz des Hochstiftes gelangt. Bei dem Gebiet handelte es sich um eine echte Rodungsherrschaft, die sich im Besitz der Adelsfamilie von Schorgast befunden hatte. Es gilt als gesichert, dass das Bamberger Hochstift dieses Territorium aus der Hand dieser zwischen 1100 und 1166 nachweisbaren Adelsfamilie erwerben konnte. Im Jahr 1109 wurde es als „Schorgast mit Kirche, Markt, Zehnt und den 'Lachen' genannten Grenzen“ bezeichnet, das sich im Eigentum des zu St. Jakob gehörenden bambergischen Kollegialstiftes St. Jakob befand.
Ein 1260 zum Erbe des 1248 erloschenen Herzogtums Meranien abgeschlossener Vertrag brachte die Anfechtung der bambergischen Herrschaft über den Markt Schorgast mit sich. Seit 1222 hatte dort zwar ein meranischer Ministeriale residiert, doch noch in seinem Todesjahr hatte der letzte meranische Herzog Otto VIII. 1248 dem Hochstift die Befreiung von der vogteilichen Obrigkeit zugestanden. Im Zusammenhang mit den durch den Meranischen Erbfolgestreit verursachten Wirrungen errichtete der damalige Vogt von Weida dort eine Burg, doch musste er diese 1293 auf Anweisung des römisch-deutschen Königs Adolf von Nassau dem Bamberger Bischof übergeben. Im bambergischen Urbar von 1323/27 wurden Burg und Markt Schorgast zusammen mit einigen im Umkreis gelegenen Siedlungen als hochstiftische Besitzungen gelistet und 1337 wurde ein bischöflicher Richter des „Halsgerichtes Marktschorgast“ genannt. Der Hochgerichtsbezirk dieses Halsgerichtes griff dabei wesentlich weiter nach Osten aus, als dies beim Vogteibezirk des späteren Amtes Marktschorgast der Fall war. Zu diesem bis zum Fuß des Fichtelgebirges reichenden Gebiet gehörten unter anderem die Orte Wundenbach, Zettlitz, Neuenreuth, Metzlersreuth, so dass damit auch die beiden zollerschen Ämter Gefrees und Stammbach mit erfasst waren. Auch die Kirchengemeinden von Gefrees und Stammbach haben ihren Ursprung in Tochterkirchen von Marktschorgast.
Der Verlust der östlichen Gebiete des Marktschorgaster Halsgerichtes fand im Kontext der Expansionsbestrebungen der Nürnberger Burggrafen statt. Diese hatten sich im Laufe des 14. Jahrhunderts in den territorialen Besitzstand der Adelsfamilien der von Hirschberg und der von Feulner eingeschoben. Der von bambergischer Seite dagegen erhobene Einspruch blieb erfolglos, dem Hochstift gelang es lediglich, sich 1538 im Forchheimer Vertrag die Herrschaft über Wasserknoden, Pulst, Ober- und Mittelpöllitz, Ziegenburg, Gundlitz und Falls bestätigen zu lassen.
Während des 15. Jahrhunderts hatte sich aus alten bambergischen Burggütern das Rittergut Marktschorgast herausgebildet, das der Adelsfamilie von Wallenroth vom Hochstift als Lehen ausgegeben worden war. Beim Heimfall dieses Rittergutes im Jahr 1739 wurden seine grundherrschaftlichen Bestandteile als Amtsverwaltung Marktschorgast in das hochstiftische Amt eingegliedert. Dies galt ebenso für das bereits im Jahr 1659 heimgefallene Rittergut Grünstein der von Wallenroth, das allerdings im Hochgerichtsbezirk des Amtes Berneck lag sowie für das 1709 vom Hochstift erworbene Rittergut Ziegenburg, das der Adelsfamilie von Lindenfels gehört hatte. Für diese beiden Rittergüter wurden die Amtsverwaltung Grünstein und die Amtsverwaltung Ziegenburg eingerichtet.

## Struktur
Die Verwaltung bestand aus einem Vogteiamt, einem Steueramt und einem Centamt. Die grundherrschaftlichen Angelegenheiten im gesamten Amtsbezirk wurden – ebenso auch wie beim Amt Kupferberg – vom Kastenamt Stadtsteinach wahrgenommen.

### Amtssitz
Untergebracht war die Verwaltung des Amtes Marktschorgast im Amtshaus des Vogtes, das sich im Besitz des Kastenamtes Stadtsteinach befand.

### Amtspersonal
An der Spitze der Amtsverwaltung stand ein Vogt, der auch als Centrichter, Steuer-, Zoll-, Aufschlag-, Umgeld- und Akziseinnehmer fungierte. Der Vogt wurde in seinen Amtsgeschäften von einem Amtsdiener unterstützt, der auch als Cent- und Gerichtsdiener tätig war. Außerdem gehörten ein Forstmeister, ein Bergamtsverwalter und ein Amtsbote zum Personal der Amtsverwaltung.

### Vogteiamt
Das Vogteiamt Marktschorgast war eines der 54 Vogteiämter des Hochstifts Bamberg. Der Vogteibezirk des Marktschorgaster Amtes umfasste folgende Dorfmarkungen und Ortschaften:
Falls, Grundmühle, Grünstein (strittig mit dem brandenburg-bayreuthischen Amt Gefrees), Gundlitz, Lützenreuth (strittig mit dem brandenburg-bayreuthischen Amt Berneck), Mooshof, Pulst, Thalmühle, Wasserknoden, Weißenbach und Ziegenburg.

### Centamt
Das Centamt Marktschorgast (bzw. auch „Halsgericht Marktschorgast“ genannt) war eines der 29 Centämter des Hochstiftes Bamberg. Sein Hochgerichtsbezirk umfasste folgende Dorfmarkungen und Ortschaften:
Falls, Grundmühle, Gundlitz, Mittelpöllitz (Ausübung der Dorf- und Gemeindeherrschaft durch das Stadtvogteiamt Berneck), Mooshof, Oberpöllitz (Ausübung der Dorf- und Gemeindeherrschaft durch das Burggericht Guttenberg), Pulst, Thalmühle, Wasserknoden, Weißenbach und Ziegenburg.

### Steueramt
Das Steueramt Marktschorgast war eines der 46 Steuerämter des Hochstiftes Bamberg. Der räumliche Wirkungsbereich des Steueramtes war deckungsgleich mit dem des Marktschorgaster Vogteiamtes.
Die wirtschaftliche Bedeutung des Amtes für das Hochstift Bamberg war relativ gering. Es gehörte zu den Ämtern mit dem geringsten Wirtschaftsertrag und wurde daher zum Ende des 17. Jahrhunderts als Amt I. Klasse (von 5) geführt. Die Steuererträge des Steueramtes betrugen im Durchschnitt in der Amtszeit von Peter Philipp von Dernbach (1672–1683) 629 und in der Amtszeit von Marquard Sebastian Schenk von Stauffenberg (1683–1693) 425 fränkische Gulden pro Jahr (bei einem Gesamtdurchschnitt aller Ämter von 2290 bzw. 1943 fränkischer Gulden).

## Persönlichkeiten

### Amtmänner
- Carl Joseph Molitor[13]